# Caproni Ca.60 Transaero
Caproni Ca.60 Transaero – włoski samolot pasażerski, planowany do obsługi połączeń transatlantyckich ze 100 osobami na pokładzie, skonstruowany w 1921 r. przez Capronniego.

## Historia
Caproni Ca.60 był wielką latającą łodzią o bardzo oryginalnej konstrukcji: do ogromnego kadłuba przymocowane były trzy rzędy potrójnych skrzydeł, dzięki czemu samolot stawał się prawdziwym potrójnym trójpłatowcem. Powierzchnia nośna samolotu wynosiła aż 836 m² (ponad dwa razy więcej niż B-52). Środkowe płaty połączone były dwoma równoległymi, kwadratowymi wzmocnieniami, na końcu których zainstalowano osiem silników Liberty L-12 o mocy 400 KM każdy, mających zapewnić odpowiednią moc. Cztery z tych silników miały śmigła ciągnące, cztery zaś – pchające. Z boku samolotu zamontowane były dwa duże pływaki, mające zapewnić stabilność. W kadłubie przewidziano miejsca dla 100 osób, co było jak na owe czasy liczbą ogromną. Zgodnie z zamierzeniami, Ca.60 miał stanowić swoisty "latający dom". Cała koncepcja oparta była na sprawdzonych w okresie I wojny światowej rozwiązaniach, stosowanych m.in. w trzypłatowych bombowcach Caproni Ca.4.
Zbudowano tylko jeden egzemplarz samolotu. Prototyp wykonał jeden krótki lot 4 marca 1921 r. na jeziorze Maggiore, jednak po wzniesieniu się na wysokość zaledwie 18 metrów, samolot spadł do wody i rozbił się. Pilot,  Federico Semprini, przeżył. Wkrótce potem rozpoczęto odbudowę samolotu, jednak wszystkie prace przerwał pożar, który wybuchł z niewyjaśnionych przyczyn. Dalszych prac nad samolotem nie podjęto. Fragmenty samolotu są eksponowane w Gianni Caproni Museum of Aeronautics w Trydencie. Na wystawie prezentowany jest silnik, panel sterowania i niektóre pływaki.